# Agrypon santanai
Agrypon santanai là một loài tò vò trong họ Ichneumonidae.